# Upturn
「Upturn」（アップターン）は、日本の3人組男性ダンスボーカルグループ、Leadの21枚目のシングル。2013年6月19日にポニーキャニオンより発売された。

## 概要
メンバーの中土居宏宜が同年3月31日に卒業し、3人編成となって初のシングル。本シングルは、通常盤、初回盤ABとCでそれぞれカップリングが異なる。また、初回盤A、Bに収録されているDVDでは、内容もそれぞれ異なり、B盤に中土居宏宜の卒業ライブの直前にインタビューされたものが収録されている他、ファンクラブ・イベントで行われた東京公演のアンコールが収録されている。

## 収録曲
初回盤A
1. Upturn
2. Versus
3. Upturn (Instrumental)
4. Versus (Instrumental)

初回盤B
1. Upturn
2. Versus
3. Upturn (Instrumental)
4. Versus (Instrumental)

初回盤C
1. Upturn
2. Take You Higher
3. Friendship
4. Upturn (Instrumental)
5. Take You Higher (Instrumental)
6. Friendship (Instrumental)

通常盤
1. Upturn
2. トワイライト
3. Upturn (Instrumental)
4. トワイライト  (Instrumental)

### DVD
初回盤A
1. Upturnミュージックビデオ
2. Upturnミュージックビデオ Dance-Forcused Ver.
3. Upturn MV撮影 OFF SHOT

初回盤B
1. 卒業ライブ本番直前中土居宏宜ソロインタビュー
2. ファンクラブイベント「Leaders Party 10!～ハピネス☆～」東京最終公演アンコール(完全ノーカット収録)